# Hippolytus
Hippolytus (død 235, på dansk Hippolyt eller Hippolytos (hippo=hest) var en af den tidligste kristendoms betydeligste skribenter. Han betegnes som kirkefader, var tilsyneladende en overgang modpave og efter sin død kåret til helgen som Sankt Hippolytus.

## Biografi
Hippolytus må sandsynligvis være født i anden halvdel af det 2. århundrede i Rom. Han omtales af Photius som discipel af Irenaeus eller som tilhørende dennes teologiske retning.
Han var presbyter i den romerske kirke under Biskop Zefyrinus i begyndelsen af det 3. århundrede, hvor en ung Origenes, der som Hippolytus blev kendt som kirkefader, hørte ham. 
På grund af uenigheder om teologiske spørgsmål og kirkens disciplin kom Hippolytus i åben konflikt med Zephyrinus, som han beskyldte for at give for lang snor til monarkianismen, der var en kættersk bevægelse og for at undergrave den kristne kirkes disciplin ved at lade folk, der havde gjort sig skyldige i grove forbrydelser, komme tilbage til kirken.
Det kom til et brud med paven, og da Zephyrinus døde, og der skulle vælges ny pave i 217, var Hippolytus og en markant del af den romerske kirke ikke tilfreds med valget hans efterfølger Callistus, så Hippolytus blev valgt som pave parallelt med Callistus. Samme situation er opstået flere gange senere, og man omtaler den uofficielle pave som modpave. Hippolytus regnes som regel for at være den første modpave.
Under den romerske kejser Maximinus I Thrax oplevede den kristne kirke store forfølgelser, og Hippolytus blev sammen med Callistus' efterfølger, Pave Pontian 1., deporteret til Sardinien i 235, hvor begge døde. Nu var Hippolytus åbenbart blevet forsonet med den officielle kirke, idet ligene af både Pontian og Hippolytus i 236 blev bragt til Rom, hvor de fik officielle begravelser.
Eftertiden har tillagt ham en dramatisk død svarende til den, legenden tillægger hans mytologiske navnebror Hippolytos, der var søn af Theseus. Der var tale om, at Hippolytos blev sønderrevet af vilde heste, og en sådan voldsom dødsform kombineret med en kristen tro har givet den historiske Hippolytus sin helgenstatus.

## Skrifter
Hippolytus er berømt for sin omfattende skribentvirksomhed med bibelfortolkning, forsvarsskrifter for kristendommen og kirkeret. Desværre er hans arbejder ikke bevaret i en tilstand, så det har været muligt for moderne forskere at verificere hans betydning.
Blandt de bedst bevarede skrifter er Kommentar til profeten Daniel og Kommentar til Højsangen samt et polemisk skrift med titlen Argument mod al kætteri, der er kendt under titlen Philosopumena. Det bestod oprindeligt af ti bind, men bind to og tre er ikke bevaret. Selv om værket har været meget berømmet, regnes det ikke for at være særlig vigtigt; blandt andet er en række informationer heri fundet at være utroværdige.
Tillige skrev Hippolyt en kirkeordning: "Den apostolske tradition" om bl.a. det oldkirkelige katekumenat.